# Aeros (Satellit)

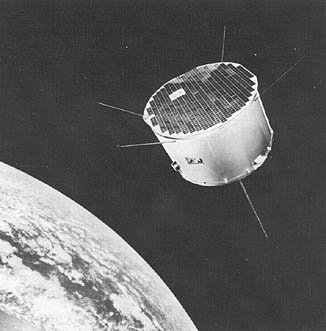
AEROS-Satellit

AEROS-A und AEROS-B (auch: Aeros 1 und Aeros 2) waren zwei Aeronomie-Satelliten, deren wissenschaftliches Programm in Zusammenarbeit der US-amerikanischen NASA und der bundesdeutschen DFVLR entwickelt und die von diesen beiden Institutionen betrieben wurden. Hauptauftragnehmer für Entwicklung und Fertigung der Satelliten war die Dornier-System GmbH.

## Experimente
Das von Karl Rawer formulierte Programm sah vor, als Ursache der wichtigsten Prozesse die extrem-ultraviolette Strahlung (EUV) der Sonne spektroskopisch zu messen und gleichzeitig als Folge die wichtigsten Daten der neutralen und geladenen Anteile der Atmosphäre zu bestimmen. Von den fünf Bord-Experimenten zielte das EUV-Spektrometer von G. Schmidtke auf die Ursache während das NASA-Experiment (N.W. Spencer) kinetische Neutral-Temperatur und -Dichte und K. Spenners Gegenspannungs-Analysator Dichten und Temperaturen von Elektronen und Ionen bestimmten. Zwei weitere Experimente galten einer massenspektrometrischen Messung von Neutralen und Ionen (D. Krankowski und P. Lämmerzahl), beziehungsweise der Verfolgung schneller Änderungen der Plasma-Dichte (E. Neske). Bei AEROS-A fiel das letztgenannte Experiment aus.

## Satelliten
| Name    | NSSDC-ID  | Start             | Bahnhöhe     | Bahnneigung | Umlaufzeit | Missionsende       |
| ------- | --------- | ----------------- | ------------ | ----------- | ---------- | ------------------ |
| AEROS-A | 1972-100A | 16. Dezember 1972 | 223 × 867 km | 96.90°      | 95.60 min  | 22. August 1973    |
| AEROS-B | 1974-055A | 16. Juli 1974     | 224 × 869 km | 97.50°      | 95.60 min  | 25. September 1975 |

Beide Satelliten hatten eine Masse von 127 kg und wurden mit einer Scout-D1-Rakete vom Startplatz 5 der Vandenberg Air Force Base in Kalifornien gestartet.

## Ergebnisse
Nach Eichung im Flug erlaubten die beiden Satelliten erstmals eine längere, absolut geeichte Messung des solaren EUV. Durch nachträgliche kritische Vergleiche redundanter Messgrößen wurden konsistente Sätze von Neutral- und Ionen-Daten erreicht. Diese wurden in internationale Modelle der neutralen Hochatmosphäre und der Ionosphäre eingearbeitet. Insbesondere die Elektronen- und Ionen-Daten waren zu ihrer Zeit wichtige Basisdaten für das von URSI und COSPAR gemeinsam betriebene Projekt International Reference Ionosphere.